# Vico C
Vico C, de son vrai nom Luis Armando Lozada Cruz, (8 septembre 1971 à Brooklyn, New York – ), est un rappeur portoricain. Considéré comme « le philosophe » du rap hispanophone, il est l'un des fondateurs du reggaeton.

## Biographie
Né à Brooklyn de parents portoricains, Vico C grandit dans le quartier de Puerta de Tierra, à San Juan (Porto Rico).
Très jeune, il est captivé par les  rappeurs. Ainsi, à neuf ans seulement, il commence une carrière de rappeur et, en 1988, devient un des porte-parole du rap underground de Porto Rico. Il enregistre ses propres productions sous forme de mini-cassettes qu'il vend à ses connaissances, amis et membres de sa famille.

## Discographie

### Albums studio
- 1991 : Hispanic Soul
- 1993 : Xplosión
- 1996 : Con poder
- 1998 : Aquel que había muerto
- 2002 : Emboscada
- 2003 : En Honor A La Verdad
- 2005 : Desahogo
- 2009 : Babilla

### EP
- 1990 : La recta final
- 1990 : Misión La cima